# Bester verfügbarer Preis
Der Beste verfügbare Preis (Abk. BAR von englisch: best available rate) ist der Preis eines Hotelzimmers, der zu einem bestimmten Zeitpunkt öffentlich und ohne Benutzerrestriktionen (zum Beispiel keine Stornierung mehr möglich) angeboten wird. Hotels verwenden die BAR oft als Grundlage für ihre Preisstrategie und bieten gelegentlich spezielle Angebote an, die unter der BAR liegen. Reisende können die BAR nutzen, um den aktuellen Preis für eine bestimmte Zimmerkategorie zu finden und den besten Preis für ihren Aufenthalt zu erhalten.
Sowohl Internetnutzer als auch Reisebüroagenten, die ein Global Distribution System wie beispielsweise Sabre oder Amadeus nutzen, können jederzeit auf diesen Zimmerpreis zugreifen.